# Ньюсом, Грег
Грегори Ньюсом II (англ. Gregory Newsome II; 18 мая 2000, Чикаго, Иллинойс) — профессиональный американский футболист, корнербек. Игрок клуба НФЛ «Кливленд Браунс». На студенческом уровне выступал за команду Северо-Западного университета. На драфте НФЛ 2021 года был выбран в первом раунде под общим 26 номером.

## Биография
Грег Ньюсом родился 18 мая 2000 года в Чикаго. Учился в старшей школе Гленбард Норт в Иллинойсе, играл в составе её футбольной команды, дважды включался в состав сборной звёзд конференции. Три года играл в баскетбол. Перед заключительным годом обучения Ньюсом перевёлся в частную Академию IMG во Флориде, специализирующуюся на подготовке спортсменов. На момент окончания школы получил от рейтинговых систем ESPN и 247Sports три звезды из пяти возможных. В апреле 2017 года Ньюсом объявил о поступлении в Северо-Западный университет.

### Любительская карьера
В футбольном турнире NCAA Ньюсом дебютировал в 2018 году. В шести матчах команды он сделал 23 захвата и сбил четыре передачи. В 2019 году он закрепился в основном составе и в девяти матчах сделал 36 захватов. Сбитые им 11 пасов стали вторым показателем в конференции. В сокращённом из-за пандемии COVID-19 турнире 2020 года Ньюсом провёл шесть игр и вошёл в число лучших корнербеков конференции. По данным сайта Pro Football Focus, в пяти матчах он ни разу не позволил соперникам реализовать розыгрыш третьего дауна, а процент принятых передач в его зону ответственности стал самым низким в Big Ten. После окончания сезона Ньюсом объявил о своём выходе на драфт НФЛ.

#### Статистика выступлений в NCAA
| Сезон | Команда               | Игры | Захваты | Захваты | Захваты | Захваты | Захваты | Перехваты | Перехваты | Перехваты | Перехваты | Перехваты | Фамблы | Фамблы | Фамблы | Фамблы |
| Сезон | Команда               | Игры | Solo    | Ast     | Tot     | Loss    | Sk      | Int       | Yds       | Y/R       | TD        | PD        | FR     | Yds    | TD     | FF     |
| ----- | --------------------- | ---- | ------- | ------- | ------- | ------- | ------- | --------- | --------- | --------- | --------- | --------- | ------ | ------ | ------ | ------ |
| 2018  | Нортвестерн Уайлдкэтс | 6    | 19      | 4       | 23      | 0,0     | 0,0     | 0         | 0         | 0,0       | 0         | 4         | 0      | 0      | 0      | 0      |
| 2019  | Нортвестерн Уайлдкэтс | 9    | 28      | 8       | 36      | 1,0     | 0,0     | 0         | 0         | 0,0       | 0         | 9         | 1      | 0      | 0      | 0      |
| 2020  | Нортвестерн Уайлдкэтс | 6    | 8       | 4       | 12      | 0,0     | 0,0     | 1         | 0         | 0,0       | 0         | 7         | 0      | 0      | 0      | 0      |
| Всего | Всего                 | 21   | 55      | 16      | 71      | 1,0     | 0,0     | 1         | 0         | 0,0       | 0         | 20        | 1      | 0      | 0      | 0      |

### Профессиональная карьера
Перед драфтом НФЛ 2021 года аналитик сайта Bleacher Report Кори Гиддингс ставил Ньюсома на третье место среди корнербеков, прогнозируя ему выбор в конце первого раунда. К положительным сторонам игрока он относил подвижность и маневренность, надёжность на захватах и полезность в игре против выноса, умение выбрать подходящий момент для атаки на мяч. Недостатками Гиддингс называл проблемы, возникающие с выходом из блоков, и склонность к чрезмерному использованию рук вместо дополнительного шага.
На драфте Ньюсом был выбран «Кливлендом» в первом раунде под общим 26 номером. В июле он подписал с клубом четырёхлетний контракт на сумму 12,7 млн долларов, включающий возможность продления ещё на один год. В дебютном сезоне он сыграл в двенадцати матчах регулярного чемпионата, пропустив четыре из-за травмы. За проведённое на поле время Ньюсом пропустил лишь один пасовый тачдаун, а в игре один-на-один позволил принимающим соперника сделать 14 приёмов в 31 розыгрыше. По оценкам Pro Football Focus он стал лучшим среди корнербеков-новичков и был включён в сборную дебютантов лиги. В межсезонье обозреватель сайта НФЛ Ник Шук включил Ньюсома в число игроков, способных в следующем сезоне войти в число участников Пробоула.

#### Статистика выступлений в НФЛ

##### Регулярный чемпионат
| Сезон | Команда         | Игры | Захваты | Захваты | Захваты | Захваты | Захваты | Перехваты | Перехваты | Перехваты | Перехваты | Перехваты | Фамблы | Фамблы | Фамблы | Фамблы |
| Сезон | Команда         | Игры | Solo    | Ast     | Tot     | Loss    | Sk      | Int       | Yds       | Y/R       | TD        | PD        | FR     | Yds    | TD     | FF     |
| ----- | --------------- | ---- | ------- | ------- | ------- | ------- | ------- | --------- | --------- | --------- | --------- | --------- | ------ | ------ | ------ | ------ |
| 2021  | Кливленд Браунс | 12   | 33      | 4       | 37      | 0       | 0,0     | 0         | 0         | 0,0       | 0         | 9         | 0      | 0      | 0      | 0      |
| Всего | Всего           | 12   | 33      | 4       | 37      | 0       | 0,0     | 0         | 0         | 0,0       | 0         | 9         | 0      | 0      | 0      | 0      |